# Live in Concert 1972/73
Live in Concert 72/73 glazbeni je uživo DVD od britanskog hard rock sastava Deep Purple, kojeg 2005. godine, objavljuje diskografska kuća 'EMI'.
Koncert je snimljen 1. ožujka 1972. godine u 'KB Hallenu' u Kopenhagenu, Danska, ali u Japanu je objavljen tek 1987. godine pod nazivom Machine Head Live 1972., a u Europi tri godine kasnije pod nazivom Scandinavian Nights (Live in Denmark 1972).
Ovaj DVD je jedina koncertna snimka (u crno-bijeloj tehnici) s Purplevom MK II postavom i vrlo rijetkom uživo izvedbom skladbe "Fireball". DVD izdanje ima i značajke triju pjesama iz 1973. godine, koje su snimljene tijekom američke turneje u New Yorku na 'Hofstra' sveučilištu u Hempsteadu, na Long Island, u boji. Također materijal sadrži i jedinu uživo video izvedbu velike hit skladbe  "Smoke on the Water" od originalne postave MK II.

## Popis pjesama

### Kopenhagen - ožujak 1972.
Sve pjesme napisali su Ritchie Blackmore, Ian Gillan, Roger Glover, Jon Lord i Ian Paice, osim gdje je drugačije naznačeno.
1. "Highway Star" - 7:27
2. "Strange Kind of Woman" - 9:09
3. "Child in Time" - 17:27
4. "The Mule" - 9:20
5. "Lazy" - 11:06
6. "Space Truckin'" - 24:44
7. "Fireball" - 4:04
8. "Lucille" (Albert Collins, Richard Penniman) - 6:25
9. "Black Night" - 6:29

### New York - May 1973
1. "Strange Kind of Woman" - 6:18
2. "Smoke on the Water" - 5:20
3. "Space Truckin'" - 10:43

#### Bonus skladbe
Kalifornija Jam 1974. Bonus vizija
1. "Burn" (Blackmore, Lord, Paice, David Coverdale) - 7:31

## Izvođači
- Ritchie Blackmore: gitara
- Ian Gillan: vokal, konge
- Roger Glover: bas-gitara
- Jon Lord: orgulje, klavijature
- Ian Paice: bubnjevi

## Dodatne zabilješke
'Live Koncert u 72/73 je prvi dio (Vol. 1) od niza Deep Purpleovih arhivskih koncerata iz godina 1968. – 1976., izdan na DVD-u. Drugo dio (Vol. 2), pod nazivom Live in California 74, objavljen je 2005. godine.

## Vanjske poveznice
- Allmusic - Live in Concert 1972/73 [DVD] - Deep Purple